# دوار مروري

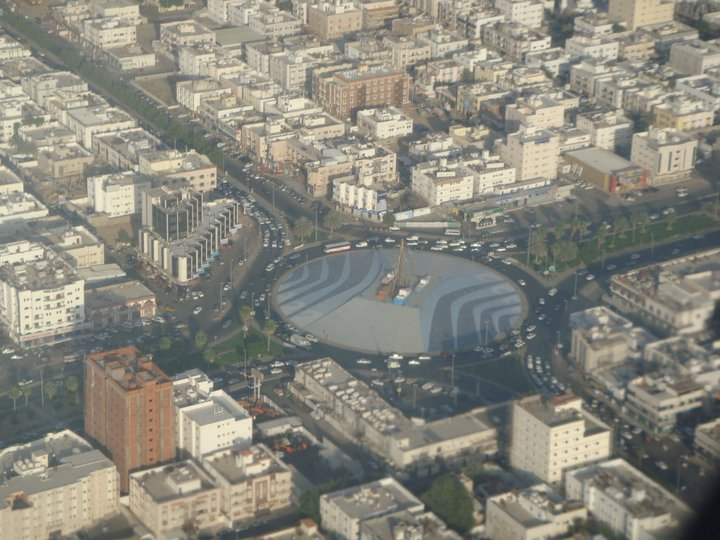
دوار في مدينة جدة

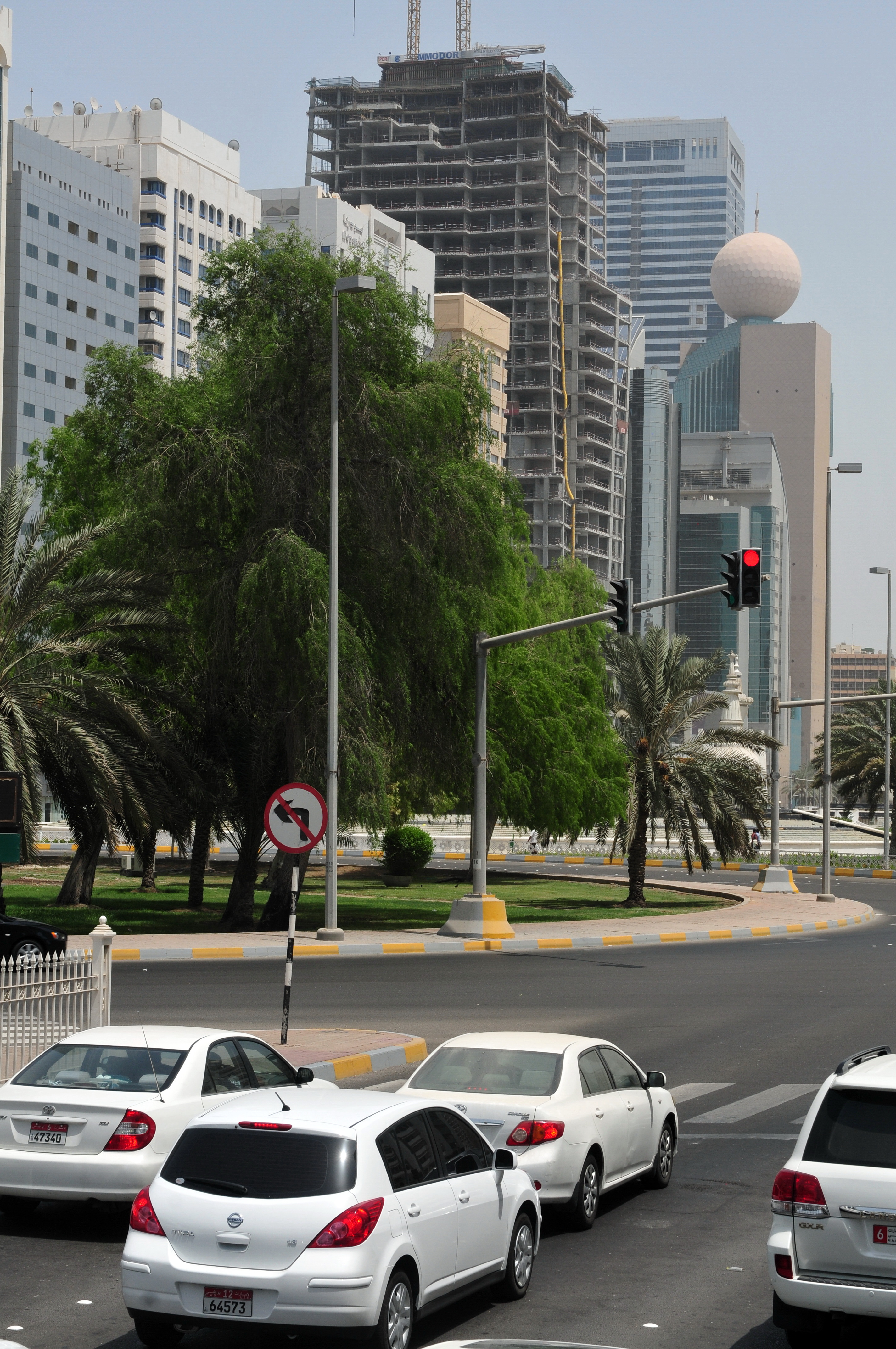
دوار عليه إشارة في أبي ظبي

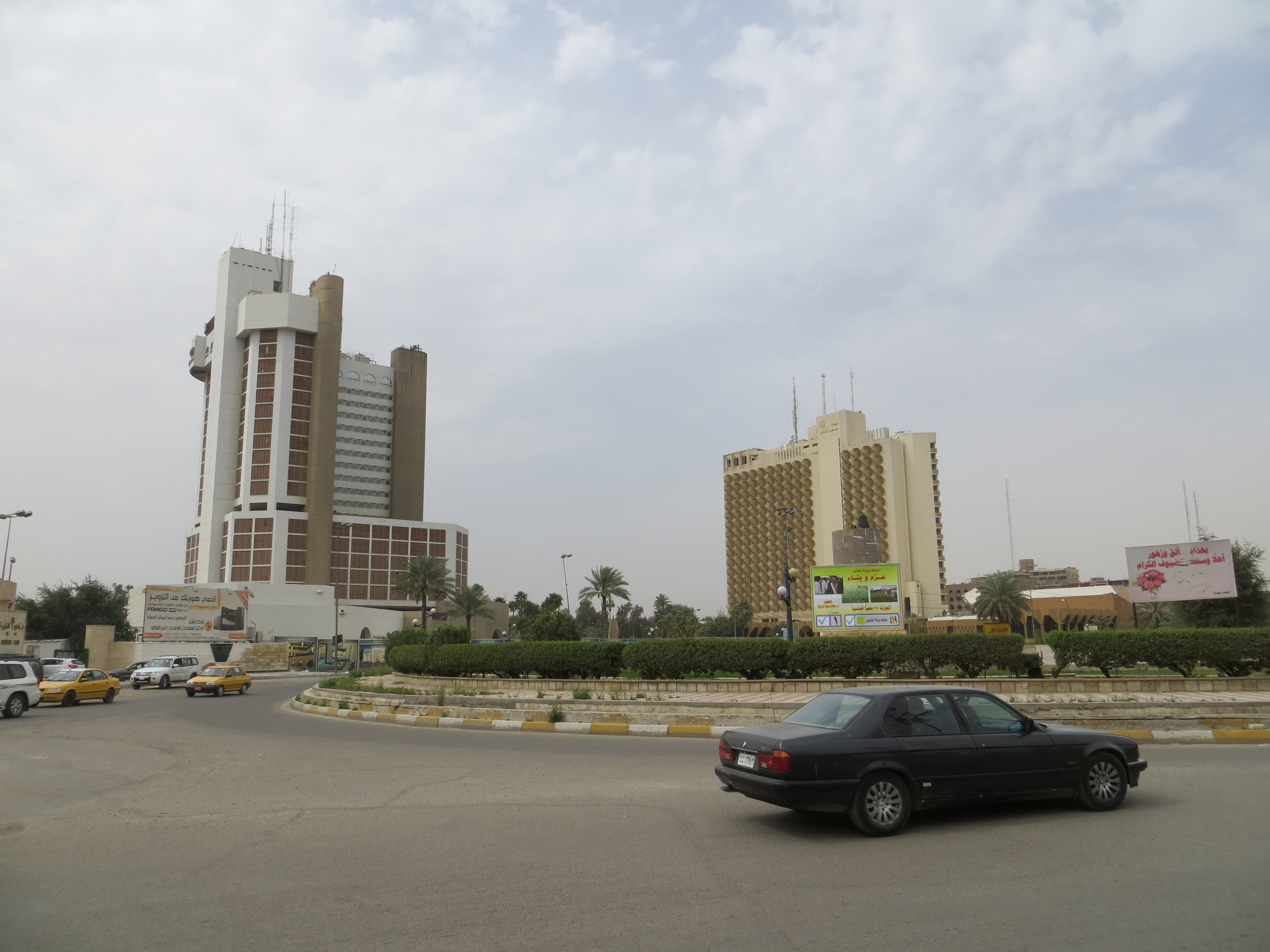
فِكلة مرورية (دوار) في بغداد

الدوار المروري أو المدار أو المستديرة أو الدوران أو الفِلكة (وتسمى بالعامية الجزيرة في ليبيا، والصينية أو الميدان في مصر، ملتقى طرق للطرق على شكل دائري، وغالباً يكون هناك جزيرة وسطية تدور حولها السيارات لتغيير اتجاه سيرها. عادة يكون من المسموح الدوران حول الدوار باتجاه واحد، ولكن بعض الدوارات يكون فيها الدوران باتجاهين[بحاجة لمصدر]. عادة يكون للسيارات التي تدخل الدوار الأولوية في المرور لكن بعض الدوارات أيضاً تعطي الأولوية للسيارات التي تدور حول الدوار.
يتفاوت مدى انتشار الدورانات من بلد لأخرى، وقت كان وجودها شبه معدوم في بلدان كالولايات المتحدة حتى آن قريب[بحاجة لمصدر]، فهي بديل للتقاطعات المباشرة والإشارات المرورية.

## طالع أيضًا
- ميدان